# Golfclub Maastricht
Golfclub Maastricht is een Nederlandse golfclub in het recreatiegebied Dousberg in de Maastrichtse wijk Dousberg-Hazendans.

## De baan
Na vele jaren van discussie, werd in 2007 in Maastricht-West, op een glooiend terrein van 90ha, de 18-holes golfbaan van Golfclub Maastricht geopend. Bij de opening van de baan werd een bronzen beeld van de Limburgse kunstenaar Caius Spronken onthuld.
Het is een van de hoogst gelegen golfbanen van Nederland. Bijzonder is ook dat het een grensoverschrijdende golfbaan is. Dertien holes liggen in Nederland en vijf holes liggen in de Belgische gemeente Lanaken. De baan ligt iets ten noorden van de woonwijk Hazendans en ten westen van de wijk Pottenberg.
Er is ook een 9-holes Executive Course, eveneens gelegen op de Dousberg.

## De lessen
Maastricht International behoort tot de Golf Management Group (GMG). Namens GMG verzorgt ANWB Golfacademy de lessen voor leden en bezoekers.

## Profkampioenschap
In 2008 werd het PGA Kampioenschap op Maastricht gespeeld. Winnaar werd Ralph Miller met 280, tweede werd Hiddo Uhlenbeck met 282, inclusief een baanrecord van 65. Op de gedeelde derde plaats eindigden Ronald Stokman en Ben Collier.

In 2009 was de club opnieuw gastheer, ditmaal won Hiddo Uhlenbeck met een score van -9, en werd Ralph Miller tweede met -8. Ben Collier werd weer derde.

## Trivia
- Het hoogste punt van de golfbaan ligt op 91m boven NAP.

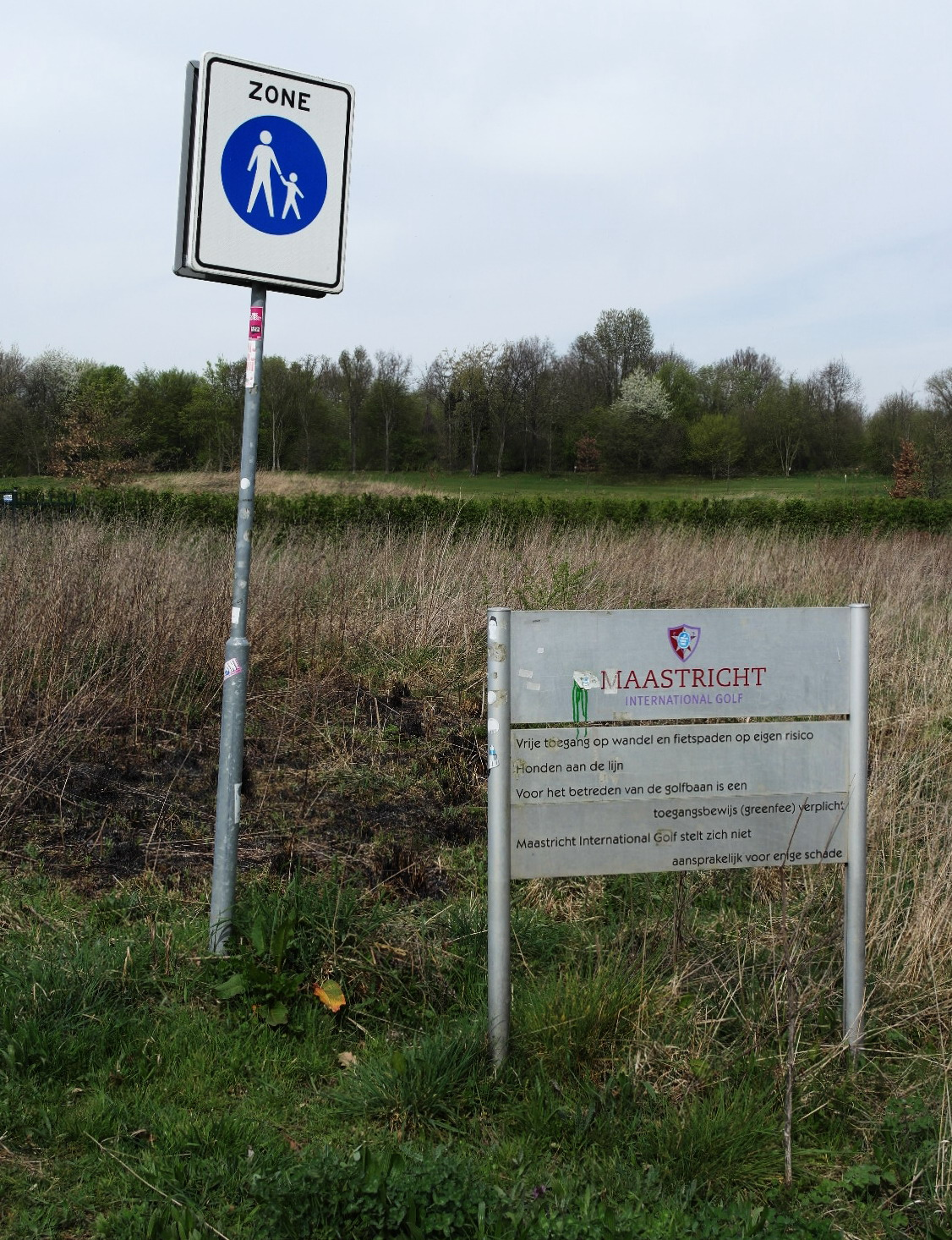
Toegangsbord golfbaan
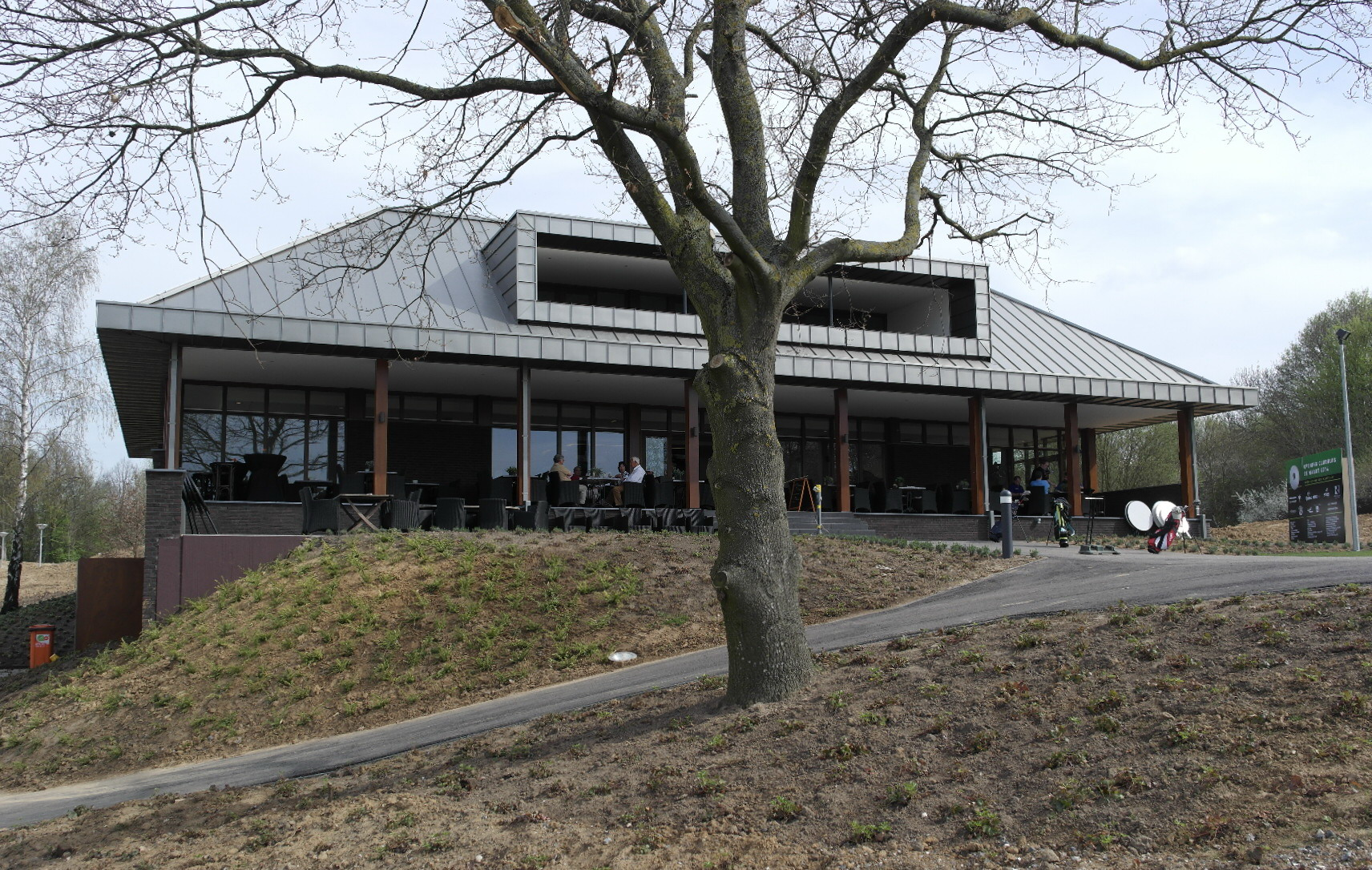
Nieuwe clubhuis
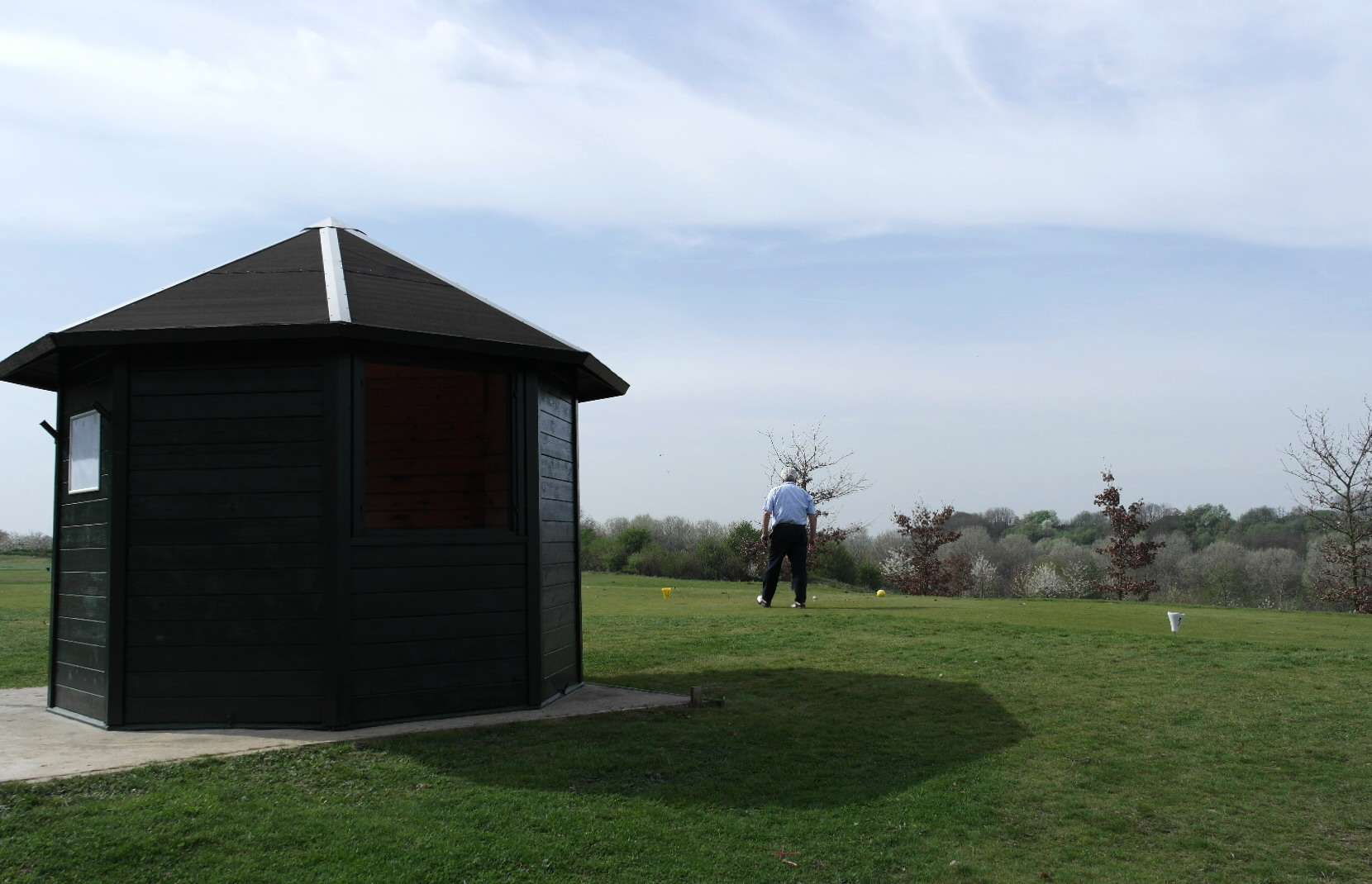
Golfers op de baan
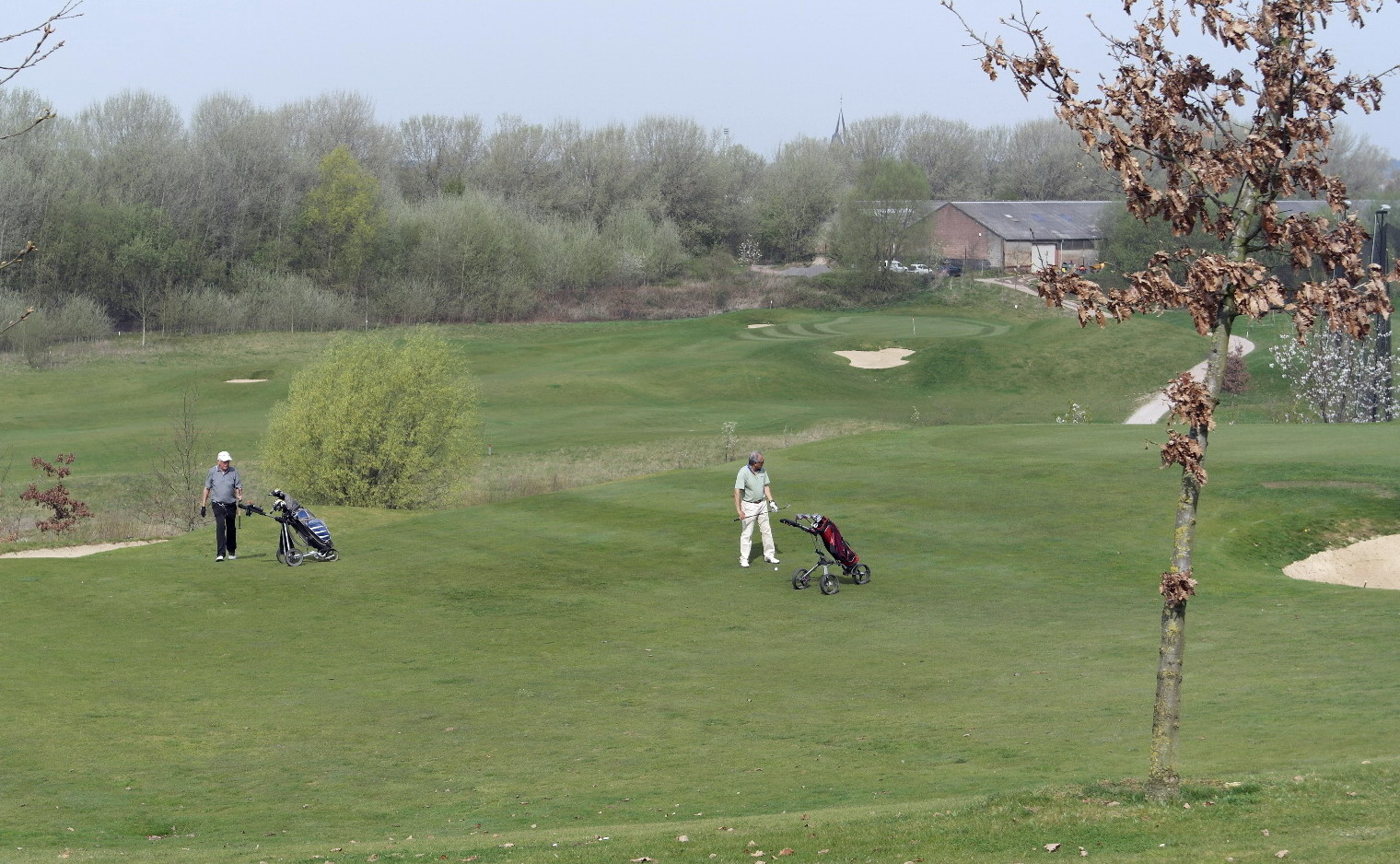
Fraaie ligging